# Jan Tomaszewski (1867–1942)
Jan Tomaszewski (ur. 13 lipca 1867 w Chełmnie, zm. w 1942 w Częstochowie) – kapitan Wojska Polskiego, kupiec, powstaniec wielkopolski.

## Życiorys
Urodził się 13 lipca 1867 w Chełmnie, w rodzinie Józefa i Teresy z Chrzanowskich.
Ze względów zawodowych często zmieniał miejsca zamieszkania, w związku z czym w okresie 1900–1918 mieszkał kolejno w Warszawie, Koninie, Wronkach, Hamburgu, Antwerpii, Kaliszu, Bremenhaven i Berlinie.  W Poznaniu mieszkała jego rodzina i do tego miasta powracał regularnie.  
W listopadzie 1918 wstąpił do Polskiej Organizacji Wojskowej Zaboru Pruskiego i Służby Straży i Bezpieczeństwa. Wybuch powstania wielkopolskiego zastał go w Poznaniu. 28 grudnia 1918 na czele patroli Służby Straży i Bezpieczeństwa zajął gmach Prezydium Policji przy pl. Wolności, opuszczony wcześniej przez Niemców. Następnego dnia współdziałając ze skautami opanował fort Grolmana, zdobywając przechowywane tam zapasy broni i mundurów oraz około 250 koni. Następnie pełnił w forcie funkcję komendanta, zajmując się od 31 grudnia 1918 tworzeniem batalionu powstańczego, który ostatecznie osiągnął siłę około 400 żołnierzy. 6 stycznia 1919 z jego częścią atakował Ławicę. 9 stycznia przestał pełnić funkcję komendanta fortu i wyruszył z jedną kompanią batalionu na pomoc powstańcom w Gnieźnie. Tam podczas narady dowódców powstańczych został wyznaczony do uderzenia na Żnin siłą czterech kompanii. Mimo początkowego niepowodzenia, 11 stycznia udało się zająć opuszczone w międzyczasie przez Niemców miasto. Tam przystąpił do organizacji zrębów polskiej władzy oraz kolejnych oddziałów powstańczych. 21 stycznia 1919 dostał nominację na kapitana i objął dowództwo łabiszyńskiego odcinka frontu północnego (przejściowo podlegał mu też odcinek szubiński). Dowodził na tym odcinku w okresie ofensywy niemieckiej i walk o linię Noteci. W czasie bitwy pod Rynarzewem w dniach 16–18 lutego 1919 jego żołnierze załamali ofensywę niemiecką, m.in. zdobywając pociąg pancerny przeciwnika. Po podpisaniu rozejmu w Trewirze zdał z dniem 28 lutego 1919 dowództwo swojego odcinka porucznikowi Ignacemu Mielżyńskiemu. Następnie zamieszkał w Poznaniu. Na początku 1940 roku został wywieziony przez Niemców do Częstochowy. Przypuszczalnie zmarł tam w 1942 roku. 
Jego żoną była Olga Wilkońska, z którą miał synów Zygmunta i Jana oraz córkę Halinę. 
Napisał książkę wspomnieniową „Walki o Noteć (Żnin-Łabiszyn-Szubin-Rynarzew). Rok 1918/1919. Poprzedzone przygotowaniem i wybuchem Powstania w Wielkopolsce”, którą wydała Katolicka Spółka Akcyjna w Poznaniu w 1930 roku.

## Ordery i odznaczenia
- Krzyż Niepodległości (20 lipca 1932)[3]
- Srebrny Krzyż Zasługi (24 grudnia 1928)[4]